# Vlădeni (Iași)
Vlădeni é uma comuna romena localizada no distrito de Iaşi, na região de Moldávia. A comuna possui uma área de 79.34 km² e sua população era de 4593 habitantes segundo o censo de 2007.